# Flughafen Macapá

i7
i11
i13
Der Flughafen Macapá (portugiesisch Aeroporto Internacional de Macapá, (IATA-Code: MCP, ICAO-Code: SBMQ)) ist der Flughafen der brasilianischen Stadt Macapá. Er liegt etwa einen Kilometer nordöstlich des Stadtzentrums auf einer Höhe von 17 Metern AMSL.

## Flugbetrieb
Der Flughafen ist für VFR- wie auch für IFR-Flüge zugelassen. Die regulären Öffnungszeiten gehen von 11–15 und 16–20 Uhr UTC, es sind jedoch auch Nachtflüge möglich.

## Flughafenanlagen
Die einzige Start- und Landebahn verläuft in ost-westlicher Richtung (08/26). Sie ist 2100 Meter lang und hat einen Asphaltbelag. In Landerichtung 08 steht ein PAPI-System zur Verfügung. Als Navigationshilfen dienen ein NDB und ein VOR/DME.
Parallel zur Start- und Landebahn verlaufende Rollbahnen sind nicht vorhanden. Um nach der Landung zum südlich der Piste gelegenen Vorfeld zu gelangen, muss ein Flugzeug daher nach dem Ausrollen auf der Bahn umkehren und bis zu einer der beiden etwa in Bahnmitte abzweigenden Rollbahnen zurückrollen (backtrack). An das Vorfeld angeschlossen sind ein Fracht- und ein Passagierterminal.

## Verkehrszahlen
| Jahr | Fluggastaufkommen | Fluggastaufkommen | Luftfracht (Tonnen) (mit Luftpost) | Luftfracht (Tonnen) (mit Luftpost) | Flugbewegungen | Flugbewegungen |
| ---- | ----------------- | ----------------- | ---------------------------------- | ---------------------------------- | -------------- | -------------- |
| 2018 | 546.030           | 0–5,25 %          | 3.561                              | +10,36 %                           | 8.411          | 0–7,44 %       |
| 2017 | 576.257           | 0+1,30 %          | 3.227                              | 0+5,32 %                           | 9.087          | 0–4,23 %       |
| 2016 | 568.873           | –14,74 %          | 3.064                              | 0+0,66 %                           | 9.488          | 0–9,71 %       |
| 2015 | 667.230           | –10,86 %          | 3.044                              | –27,25 %                           | 10.508         | –22,77 %       |
| 2014 | 748.480           | +12,80 %          | 4.184                              | +10,42 %                           | 13.606         | 0–2,28 %       |
| 2013 | 663.524           | +15,69 %          | 3.789                              | 0+1,61 %                           | 13.924         | +10,75 %       |
| 2012 | 573.560           | 0+2,36 %          | 3.729                              | 0–6,80 %                           | 12.572         | 0–1,41 %       |
| 2011 | 560.317           | 0+3,37 %          | 4.001                              | 0+8,96 %                           | 12.752         | 0–6,60 %       |
| 2010 | 542.053           | +15,37 %          | 3.672                              | 0–4,55 %                           | 13.653         | +13,22 %       |
| 2009 | 469.836           | 0–4,89 %          | 3.847                              | 0+1,83 %                           | 12.059         | –11,42 %       |
| 2008 | 493.999           | 0–6,19 %          | 3.778                              | 0+2,00 %                           | 13.613         | 0+6,18 %       |
| 2007 | 526.570           | 0+9,62 %          | 3.704                              | 0–0,07 %                           | 12.821         | 0–0,95 %       |
| 2006 | 480.377           | 480.377           | 3.706                              | 3.706                              | 12.944         | 12.944         |

1. ↑  Ab 2010 wird auch Transitfracht berücksichtigt.